# Las Vegas Bowl
Le Las Vegas Bowl est un match annuel d'après-saison régulière de football américain universitaire se tenant depuis 1992 à Las Vegas au Sam Boyd Stadium de 40 000 places. 
Le nom officiel du bowl est le SRS Distribution Las Vegas Bowl, la société SRS Distribution en ayant acquis les droits pour une durée de cinq ans.
La dotation en 2014 était de 1,350 millions US$, de 2,760 millions US$ en 2018 et de 2,9 millions US$ en 2021 (montant par équipe).

## Liens avec les conférences
Remplaçant du défunt California Bowl, il récupère pour son match les champions de la Big West et de la MAC. Cette situation perdure jusqu'en 1996.  En 1997 et 1998, le champion de la Big West étant désigné pour jouer à l'Humanitarian Bowl et celui de la MAC au Motor City Bowl, ces équipes sont remplacées par une équipe issue de la WAC et une autre choisie at-large.  En 1999 et en 2000, une équipe de la MWC remplace celle de la WAC. Depuis 2001, une équipe de la MWC rencontre généralement la 5e ou 6e équipe éligible de la Pac-12 (ex Pac-10).  De 2001 à 2005, c'était la 2e équipe éligible de la MWC qui était désignée pour jouer le bowl mais depuis 2006, c'est son champion qui y est convié, le contrat le liant avec le Liberty Bowl étant arrivé à expiration. Si le champion de la MWC est qualifié pour jouer un match des Bowl Championship Series (en) (BCS), c'est alors son dauphin qui intégrera le Las vegas Bowl ou l'équipe des Rainbow Warriors d'Hawaï  conformément aux règles de l'Hawaii Bowl.
Le match de 2014 verra s'affronter le no 6 de la Pac-12 au champion de la MWC sauf si ce dernier est intégré à un des 6 matchs du College Football Playoffs en tant que meilleure équipe classée du Group des Cinq (soit le meilleur classé des champions de la MWC, de la Sun Belt, de la The American, de la MAC  ou de la C-USA).

## Histoire
Ce bowl remplace le California Raisin Bowl qui s'était joué de 1981 à 1991 à Fresno. En 1992, le match est déplacé à Las Vegas et son nom est changé en Las Vegas Bowl.
Ce n'est qu'à partir des matchs d'après saison régulière de 1995 que la NCAA décide de l'entrée en vigueur des prolongations.  Le Las Vegas Bowl de 1995 sera le premier match de Division 1-A de football américain universitaire à se jouer en extra-time (victoire de Toledo Rockets par 40 à 37 sur Nevada Wolf Pack). La saison suivante la règle des prolongations est également adoptée pour les matchs de la saison régulière.
Le propriétaire de l'événement est la chaîne télévisée ESPN Plus (connue sous le nom de ESPN Regional Television) filiale du réseau ESPN.  Le 25 décembre 2002, le coach intérimaire des Bruins de l'UCLA, Ed Kerizian, gagne le seul match qu'il aura dirigé en tant que coach principal de UCLA en battant 27 à 13 les Lobos du Nouveau-Mexique. On notera qu'au cours de ce match, New Mexico fera tirer un coup de pied d'extra-point par Katie Hnida. C'était la première fois qu'une femme était alignée en Division 1-A de football américain universitaire. Ce coup de pied fut bloqué. 
Le bowl de 2007 remet en présence le champion de la MWC, les Cougars de BUY et les Bruins de l'UCLA qui les avait battu en saison régulière. Les Bruins marquent les premiers sur un field goal après un fumble du quart-arrière de BYU, Max Hall. Ils répondent de suite par un touchdown à la passe de Austin Collie et augmentent ensuite leur avantage menant 17 à 6 après un nouveau touchdown de Michael Reed. Un nouveau fumble à 19 secondes de la fin permet à UCLA de revenir à 17-13 à la mi-temps. Début de seconde mi-temps, UCLA revient à 17-16 grâce à un field goal de 50 yards. Il reste deux minutes à jouer lorsque UCLA reprend la possession de la balle sur sa ligne des 2 yards. Ils parviennent à remonter le terrain jusqu'aux 13 yards d'embut. Il ne reste que 3 secondes de jeu. Le field goal de 28 yards est partiellement bloqué par le defensive tackle Eathyn Manumaleuna. Le ballon retombe trop court ce qui donne la victoire à BYU, leur seconde victoire d'affilée en 3 participations. Elle sera la première équipe à gagner 2 Las Vegas Bowl d'affilée. BYU rejoue le bowl l'année suivante mais ils seront battus par les Wildcats de l'Arizona 31 à 21 les empêchant de réaliser le triplé.

## Sponsors
Le nom officiel du bowl a souvent été modifié en fonction des sociétés sponsors de l'évènement.
A sa création, le bowl est dénommé EA Sports Las Vegas Bowl (1999) et ensuite le Sega Sports Las Vegas Bowl (2001-2002), la société Sega succédant à la société EA Sports comme sponsor de l'évènement. Entre 2003 et 2008, le sponsoring du nom est repris par la société Pioneer Corporation. De 2009 à 2012, le match est dénommé le Maaco Bowl Las Vegas en référence au nouveau sponsor, la société MAACO. De 2013 à 2015, c'est la société Royal Purple (en) qui achète les droits pour une période de 3 ans.   
L'édition de 2016 est dénommée Las Vegas Bowl presented by GEICO en référence à la société d'assurance GEICO. Le 12 juillet 2018, la société Mitsubishi devient le sponsor principal du bowl le renommant Mitsubishi Motors Las Vegas Bowl pendant deux saisons. La succession est prise le 20 avril 2021 par la société SRS Distribution pour une durée de cinq ans donnant au bowl son nom officiel actuel, le SRS Distribution Las Vegas Bowl.  

## Anciennes dénominations et anciens logos
- EA Sports Las Vegas Bowl (1999)
- (2001–2002)
- Pioneer Purevision Las Vegas Bowl (2003–2006)
- Pioneer Las Vegas Bowl (2007–2008)
- Maaco Bowl Las Vegas (2009–2012)
- Royal Purple Las Vegas Bowl (2013-2015)
- Las Vegas Bowl presented by GEICO (2016)
- Las Vegas Bowl (2017)
- Mitsubishi Las Vegas Bowl (2018–2019)
- SRS Distribution Las Vegas Bowl (2021-2025)

|  |  |  |  |

|  |  |  |  |  |

## Palmarès
| Dates            | Vainqueurs                                   | Scores                                       | Finalistes                                   | Conférences                                  | Assistances                                  | Notes                                        |
| ---------------- | -------------------------------------------- | -------------------------------------------- | -------------------------------------------- | -------------------------------------------- | -------------------------------------------- | -------------------------------------------- |
| 18 décembre 1992 | Bowling Green                                | 35-34                                        | Nevada                                       | MAC - Big West                               | 15.476                                       |                                              |
| 17 décembre 1993 | Utah State                                   | 42-33                                        | Ball State                                   | Big West - MAC                               | 15.508                                       |                                              |
| 15 décembre 1994 | UNLV                                         | 52-24                                        | Central Michigan                             | Big West - MAC                               | 17.562                                       |                                              |
| 14 décembre 1995 | Toledo                                       | 40(OT)37                                     | Nevada                                       | MAC - Big West                               | 11.127                                       |                                              |
| 18 décembre 1996 | Nevada                                       | 18-15                                        | Ball State                                   | Big West - MAC                               | 10.118                                       |                                              |
| 20 décembre 1997 | Oregon                                       | 41-13                                        | Air Force                                    | Pac-10 - WAC                                 | 21.514                                       |                                              |
| 19 décembre 1998 | North Carolina                               | 20-13                                        | San Diego                                    | ACC - WAC                                    | 21.429                                       |                                              |
| 18 décembre 1999 | Utah                                         | 17-16                                        | Fresno State                                 | MWC - WAC                                    | 28.227                                       |                                              |
| 21 décembre 2000 | UNLV                                         | 31-14                                        | Arkansas                                     | MWC - SEC                                    | 29.113                                       |                                              |
| 25 décembre 2001 | Utah                                         | 10-06                                        | USC                                          | MWC - Pac-10                                 | 30.894                                       |                                              |
| 25 décembre 2002 | UCLA                                         | 27-13                                        | New Mexico                                   | Pac-10 - MWC                                 | 30.324                                       |                                              |
| 24 décembre 2003 | Oregon State                                 | 55-14                                        | New Mexico                                   | Pac-10 - MWC                                 | 25.437                                       |                                              |
| 23 décembre 2004 | Wyoming                                      | 24-21                                        | UCLA                                         | MWC - Pac-10                                 | 29.062                                       |                                              |
| 22 décembre 2005 | California                                   | 35-28                                        | BYU                                          | Pac-10 - MWC                                 | 40.053                                       |                                              |
| 21 décembre 2006 | BYU                                          | 38-08                                        | Oregon                                       | MWC - Pac-10                                 | 44.615                                       |                                              |
| 22 décembre 2007 | BYU                                          | 17-16                                        | USC                                          | MWC - Pac-10                                 | 40.712                                       |                                              |
| 20 décembre 2008 | Arizona                                      | 31-21                                        | BYU                                          | Pac-10 - MWC                                 | 40.047                                       |                                              |
| 22 décembre 2009 | BYU                                          | 44-20                                        | Oregon State                                 | MWC - Pac-10                                 | 40.018                                       |                                              |
| 22 décembre 2010 | Boise State                                  | 26-03                                        | Utah                                         | WAC - MWC                                    | 41.923                                       |                                              |
| 22 décembre 2011 | Boise State                                  | 56-24                                        | Arizona State                                | MWC - Pac-12                                 | 35.720                                       |                                              |
| 22 décembre 2012 | Boise State                                  | 28-26                                        | Washington                                   | MWC - Pac-12                                 | 33.217                                       |                                              |
| 21 décembre 2013 | #25 USC (10-4)                               | 45-20                                        | #20 Fresno State (11-2)                      | Pac-12 - MWC                                 | 42.178                                       |                                              |
| 20 décembre 2014 | #22 Utah (9-4)                               | 45-10                                        | Colorado State (10-3)                        | Pac-12 - MWC                                 | 33 067                                       | Note                                         |
| 19 décembre 2015 | #22 Utah (9-3)                               | 35-28                                        | BYU (9-3)                                    | Pac-12 - Indépendants                        | 42 213                                       | Note                                         |
| 17 décembre 2016 | San Diego State (10–3)                       | 34-10                                        | Houston (9–3)                                | MWC - AAC                                    | 29 286                                       | Note                                         |
| 16 décembre 2017 | Boise State (10–3)                           | 38-28                                        | Oregon (7-5)                                 | MWC - AAC                                    | 36 432                                       | Note                                         |
| 15 décembre 2018 | #21 Fresno State (11-2)                      | 31-20                                        | Arizona State (7-5)                          | MWC - Pac-12                                 | 37 146                                       | Note                                         |
| 21 décembre 2019 | Washington (7-5)                             | 26-07                                        | #19 Boise State (12-1)                       | MWC - Pac-12                                 | 34 197                                       | Note                                         |
| 2020             | Annulé à la suite de la pandémie de Covid-19 | Annulé à la suite de la pandémie de Covid-19 | Annulé à la suite de la pandémie de Covid-19 | Annulé à la suite de la pandémie de Covid-19 | Annulé à la suite de la pandémie de Covid-19 | Annulé à la suite de la pandémie de Covid-19 |
| 30 décembre 2021 | Wisconsin (8-5)                              | 20 - 13                                      | Arizona State (8-5)                          | Big 10 - Pac-12                              | 32 515                                       | Note                                         |
| 17 décembre 2022 | #14 Oregon State (9-3)                       | 30 - 03                                      | Floride (6-6)                                | Pac-12 - SEC                                 | 29 750                                       | Note                                         |

## Meilleurs joueurs (MVPs)
M. à j. le 18 décembre 2022
| Dates            | Joueurs            | Équipes                  | Positions |
| ---------------- | ------------------ | ------------------------ | --------- |
| 18 décembre 1992 | Erik White         | Bowling Green Falcons    | QB        |
| 17 décembre 1993 | Anthony Calvillo   | Utah State Aggies        | QB        |
| 15 décembre 1994 | Henry Bailey       | UNLV Rebels              | WR        |
| 14 décembre 1995 | Wasean Tait        | Toledo Rockets           | RB        |
| 18 décembre 1996 | Mike Crawford      | Nevada Wolf Pack         | LB        |
| 20 décembre 1997 | Pat Johnson        | Oregon Ducks             | WR        |
| 19 décembre 1998 | Ronald Curry       | North Carolina Tar Heels | QB        |
| 18 décembre 1999 | Mike Anderson      | Utah Utes                | RB        |
| 21 décembre 2000 | Jason Thomas       | UNLV Rebels              | QB        |
| 25 décembre 2001 | Dameon Hunter      | Utah Utes                | RB        |
| 25 décembre 2002 | Craig Bragg        | UCLA Bruins              | WR        |
| 24 décembre 2003 | Steven Jackson     | Oregon State Beavers     | RB        |
| 23 décembre 2004 | Corey Bramlet      | Wyoming Cowboys          | QB        |
| 22 décembre 2005 | Marshawn Lynch     | California Golden Bears  | RB        |
| 21 décembre 2006 | Jonny Harline      | BYU Cougars              | TE        |
| 22 décembre 2007 | Austin Collie      | BYU Cougars              | WR        |
| 20 décembre 2008 | Willie Tuitama     | Arizona Wildcats         | QB        |
| 22 décembre 2009 | Max Hall           | BYU Cougars              | QB        |
| 22 décembre 2010 | Kellen Moore       | Boise State Broncos      | QB        |
| 22 décembre 2011 | Doug Martin        | Boise State Broncos      | RB        |
| 22 décembre 2012 | Bishop Sankey      | Washington Huskies       | RB        |
| 21 décembre 2013 | Cody Kessler       | USC Trojans              | QB        |
| 20 décembre 2014 | Travis Wilson      | Utah Utes                | QB        |
| 19 décembre 2015 | Tevin Carter       | Utah Utes                | DB        |
| 17 décembre 2016 | Donnel Pumphrey    | San Diego State Azrecs   | RB        |
| 16 décembre 2017 | Cedric Wilson      | Boise State Broncos      | WR        |
| 16 décembre 2018 | Ronnie Rivers      | Fresno State Bulldogs    | QB        |
| 21 décembre 2019 | Elijah Molden      | Washington Huskies       | DB        |
| 30 décembre 2021 | Braelon Allen (en) | Wisconsin Badgers        | RB        |
| 17 décembre 2022 | Ben Gulbranson     | Oregon State             | QB        |

## Statistiques par Équipes
M. à j. le 18 décembre 2022
| Rang | Équipes                  | Apparitions | G-P |
| ---- | ------------------------ | ----------- | --- |
| 1    | Boise State              | 5           | 4-1 |
| 1    | Utah                     | 5           | 4-1 |
| 3    | BYU                      | 6           | 3-3 |
| 4    | UNLV                     | 2           | 2-0 |
| 5    | Oregon State             | 3           | 2-1 |
| 6    | Nevada                   | 3           | 1-2 |
| 6    | UCLA                     | 3           | 1-2 |
| 6    | Oregon                   | 3           | 1-2 |
| 6    | Fresno State             | 3           | 1-2 |
| 9    | San Diego State          | 2           | 1-1 |
| 9    | USC                      | 2           | 1-1 |
| 9    | Washington               | 2           | 1-1 |
| 13   | Arizona                  | 1           | 1-0 |
| 13   | Bowling Green            | 1           | 1-0 |
| 13   | California               | 1           | 1-0 |
| 13   | North Carolina Tar Heels | 1           | 1-0 |
| 13   | Toledo                   | 1           | 1-0 |
| 13   | Utah State               | 1           | 1-0 |
| 13   | Wisconsin                | 1           | 1-0 |
| 13   | Wyoming                  | 1           | 1-0 |
| 21   | Air Force                | 1           | 0-1 |
| 21   | Arkansas                 | 1           | 0-1 |
| 21   | Florida                  | 1           | 0-1 |
| 21   | Central Michigan         | 1           | 0-1 |
| 21   | Colorado State           | 1           | 0-1 |
| 21   | Houston                  | 1           | 0-1 |
| 26   | Ball State               | 2           | 0-2 |
| 26   | New Mexico               | 2           | 0-2 |
| 27   | Arizona State            | 3           | 0-3 |

## Statistiques par Conférences
M. à j. le 18 décembre 2022
| Conférences        | Gagnés | Perdus | %   |
| ------------------ | ------ | ------ | --- |
| MWC                | 12     | 8      | 60  |
| Pac-12 (ex Pac 10) | 10     | 10     | 50  |
| Big West           | 3      | 2      | 60  |
| MAC                | 2      | 3      | 40  |
| WAC                | 1      | 3      | 25  |
| ACC                | 1      | 0      | 100 |
| Big 10             | 1      | 0      | 100 |
| AAC                | 0      | 1      | 0   |
| Indépendants       | 0      | 1      | 0   |
| SEC                | 0      | 2      | 0   |